# Kōsuke Yamashita
 (avril 2009).
Améliorez-le ou discutez des points à vérifier. 
Kōsuke Yamashita (山下 康介, Yamashita Kōsuke), né le 17 février 1974), est un compositeur japonais. Il a composé des bandes originales d'anime comme Glass Fleet, de drama et a participé à la production de musiques de divers jeux.

## Discographie

### Musiques d'anime
| Títre de l'anime               | Annee de sortie |
| ------------------------------ | --------------- |
| Xenosaga: The Animation        | 2005            |
| Glass Fleet (Garasu no Kantai) | 2006            |
| Getsumen To Heiki Mina         | 2007            |
| Dragonaut - The Resonance      | 2007            |
| Shion no Oh                    | 2007            |
| chihayafuru                    | 2007            |

### Musiques dedrama
| Títre du Drama              | Annee de sortie | Chaine      |
| --------------------------- | --------------- | ----------- |
| Saigo no Koi                | 1997            | TBS         |
| Sweet Season                | 1998            | TBS         |
| Riyu                        | 2004            | WOWOW / NTV |
| Hana Yori Dango             | 2005            | TBS         |
| Kurosagi                    | 2006            | TBS         |
| Teppan Shoujo Akane!!       | 2006            | TBS         |
| Hana Yori Dango 2           | 2007            | TBS         |
| Byouin no Chikara           | 2007            | NHK         |
| Papa to Musume no Nanokakan | 2007            | TBS         |
| Ie ni Gojo Ari              | 2007            | TBS         |
| Ie ni Gojo Ari              | 2007            | TBS         |
| Yukan Club                  | 2007            | NTV         |
| Hitomi                      | 2008            | NHK         |
| Around                      | 2008            | TBS         |
| Celeb to Binbo Taro         | 2008            | Fuji TV     |

### Musiques dejeu vidéo
| Títre du jeu                            | Annee de sortie | Plataforme      | Editeur  |
| --------------------------------------- | --------------- | --------------- | -------- |
| Nobunaga's Ambition Ultimate Collection | 1999            | PlayStation 2   | Koei     |
| The Legend of Zelda: Breath of The Wild | 2017            | Nintendo Switch | Nintendo |

### Musiques deTokusatsu
| Títre du Tokusatsu      | Annee de sortie | Editeur | Chaine   |
| ----------------------- | --------------- | ------- | -------- |
| Mahou Sentai Magiranger | 2005            | Toei    | TV Asahi |
| Kamen Rider Saber       | 2020            | Toei    | TV Asahi |

### Collaboration
- Kousuke Yamashita a collaboré avec la célèbre compositrice Yoko Kanno dans la bande originale du jeu vidéo "Nobunaga's Ambition Ultimate Collection".
- Il a également collaboré avec Yasunori Mitsuda et Yuki Kajiura dans certaines des trames sonores du jeu vidéo de la série Xenosaga.